# Hanna Sukare

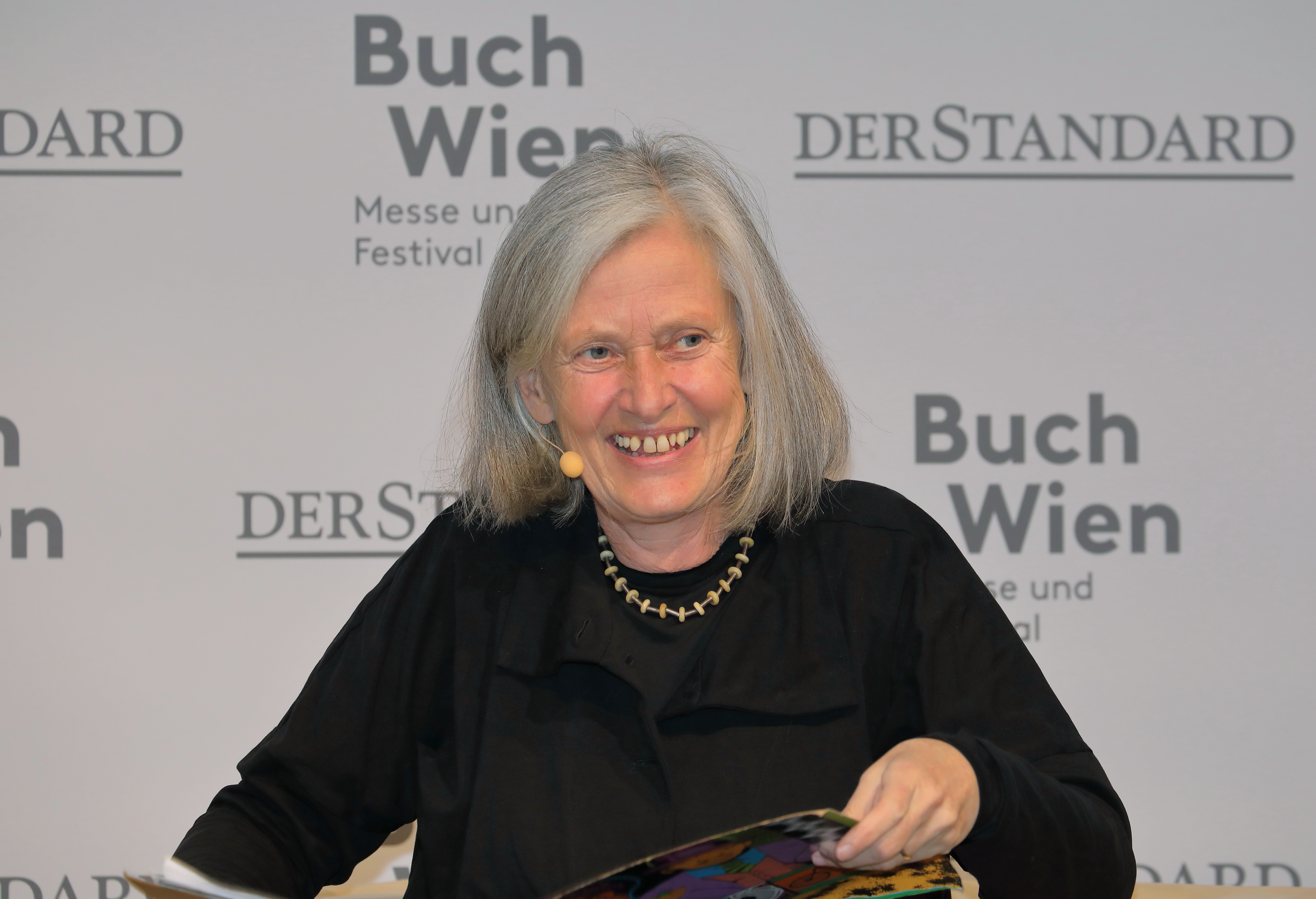
Hanna Sukare

Hanna Sukare (* 1957 in Freiburg im Breisgau) ist eine österreichische Schriftstellerin.

## Leben
Hanna Sukare wuchs in der Breisgauer Bucht und in Heidelberg auf, seit ihrer Jugend lebt sie in Wien. Sie studierte Germanistik, Rechtswissenschaften, Ethnologie und war unter anderem als Journalistin, Redakteurin für den Falter und als Wissenschaftslektorin tätig. Seit 2001 arbeitet sie als freie Autorin. 2004 wurde sie zum Autorinnenforum Berlin-Rheinsberg eingeladen, 2006 war sie im Finale des Floriana-Literaturpreises. 2007 veröffentlichte sie eine Arbeit im Rahmen des Schwäbischen Literaturpreises. Von 2008 bis 2011 unternahm sie Recherche-Reisen nach Polen, unter anderem für den Dokumentarfilm Klassentreffen.
2016 wurde sie für ihren Roman Staubzunge für den Literaturpreis Alpha nominiert und mit dem mit 8000 Euro dotierten Rauriser Literaturpreis ausgezeichnet. Der Roman gelangte im Jänner 2016 auf den vierten Platz der ORF-Bestenliste.
Ihr 2018 veröffentlichter Roman Schwedenreiter wurde für den Literaturpreis der Europäischen Union 2019 nominiert (Österreich-Shortlist). Das Buch behandelt Ereignisse zur Zeit des Nationalsozialismus in Goldegg im Pongau und war im Oktober und November 2018 auf der ORF-Bestenliste. Schwedenreiter wurde von Viktoria Pichler für die Bühne adaptiert und 2020 am Salzburger Rupertinum mit Bijan Zamani als Paul Schwedenreiter inszeniert.

## Auszeichnungen und Nominierungen
- 2016: Rauriser Literaturpreis für Staubzunge[3]
- 2016: Literaturpreis Alpha – Nominierung für Staubzunge (Shortlist)[2]
- 2019: Literaturpreis der Europäischen Union – Österreich-Shortlist für Schwedenreiter[5]

## Publikationen (Auswahl)
- Essigstaub. In: Peter Fassl (Hrsg.): LandLeben. Augsburg 2007, ISBN 978-3-89639-619-8.
- Staubzunge. Roman. Otto Müller Verlag, Salzburg / Wien 2015, ISBN 978-3-7013-1232-0.
- Schwedenreiter. Roman. Otto Müller Verlag, Salzburg / Wien 2018, ISBN 978-3-7013-1261-0.
- Rechermacher. Roman. Otto Müller Verlag, Salzburg / Wien 2022, ISBN 978-3-7013-1296-2.